# Qacha's Nek
Qacha's Nek es una localidad de Lesoto ( País del sur de África), cabecera del distrito homónimo.

## Demografía
Según censo 1986 contaba con 3.600 habitantes. La estimación 2010 refiere a 17.106 habitantes.